# Dobriceni, Olt
Dobriceni este un sat în comuna Iancu Jianu din județul Olt, Oltenia, România. Dobriceni, care a fost o comună până în 1952, este unul din cele trei sate aparținătoare  actualei comune Iancu Jianu din județul Olt, (fosta localitate Știrbei din județul Romanați).

## Istorie
Denumirea localității Dobriceni, istoria scrisă a acestei vetre, începe în timpul celei de-a doua domnii a domnitorului Mihnea Turcitu 1577-1583 și 1585-1591, cel care promulgă și prima reformă fiscală, introducând în Țara Românească impozitul individual în locul celui colectiv. De Mihnea Turcitu se leagă istoria satului, prin actul din 29 mai, anul 7097 (1589) prin care ".... întărește lui Dragotă și ginerelui său Pătru, ogoare și vii la Dobriceni".
Până în anul 1884, vatra satului se afla la 800 - 1000 m spre est de actuala locație. În acel an, inundațiile repetate au determinat sătenii să se mute pe teren mai înalt, la poalele dealurilor. Apele râului Olteț au distrus monumentala construcție a bisericii ridicată de Anastasie Dobriceanu la 1764. Ruinele acesteia se mai zăresc la vărsarea râului Corboaia în Olteț, la est de actuala vatră a acestuia.
Satul a făcut parte din moșia Buzeștilor și, la ctitoria acestora Mânăstirea Călui, au învățat carte și fiii dobricenarilor până la înființarea școlilor din jur, după cum urmează:  
- 1836 Laloșu (de care aparțineau Dobricenii din Vale, Dobriceni și Dobricenii din Deal, actualul sat Mologești), ctitorită de Teodosie Dinescu, tatăl ctitorului școlii din Dobriceni
- 1859 școala de la Știrbei
- 1887 a luat ființă oficial prima școală din Dobriceniul mutat pe noua vatra, care a funcționat sporadic pe lângă biserica satului, sub conducerea preotului paroh învățător, Dumitru Popescu, cel care este considerat ctitorul școlii satului, școală care începând cu 1 octombrie 1897, primește oficial dreptul de a instrui și educa copiii din comuna Dobriceni, precum și copiii din satele aparținătoare, Preotești, Mărcuși și Ghindari, ultimele două sate aparținând azi de județul Vâlcea.

Acte, zapise, cărți de boieresc invocate pentru a dovedi vechimea satului, sunt găzduite de muzeul sătesc din Dobriceni ce ființează într-o fostă sală de clasă a școlii din Dobriceni, construită în anul 1934, recondiționată  in primavara anului 2007,structurata in cele cinci sectiuni distincte,pentru a îndeplini cerințele expuneriiexponatelor, alături de vestigiile arheologice găsite pe aceste locuri. 
Cea mai însemnată descoperire a fost făcută de preotul paroh Ioan Bălașa, tatăl marelui pictor Sabin Bălașa, originar din Dobriceni, care preot, numismat și arheolog pasionat, a scos la lumină făcând săpături, obiecte dintr-un mormânt de soldat trac.(Dealul lui Bucică). Obiectele se află în prezent la muzeul sătesc din Dobriceni, înființat în anul 1973 de  către învățătorul Mircea Popescu, nepotul ctitorului școlii, muzeu condus astăzi de învățătorul Mihai Petrescu, strănepot al ctitorului școlii din sat, preotul învățător DUMITRU POPESCU, cel care dă și numele școlii satului. 
În 1997, odată cu sărbătorirea centenarului școlii din actualul sat,(1897) si a 161 ani (1836)  de la înființarea școlii din satul vechi, a fost înființată și o "Pinacotecă" ce găzduiește lucrările celor cinci artiști plastici membri ai U.A.P.din Romania care au învățat pe băncile școlii satului. Aceștia sunt: Sabin Bălașa, Cicerone Popescu, Nicolae Budică, Cristian Dincă și Dana Popescu. 
Astăzi, școala satului poartă numele primului său învățător, "Dumitru Popescu", ctitorul acesteia, cinstit în fiecare an la 26 octombrie, de Ziua Sfântului Mare Mucenic Dimitrie, Izvorâtorul de Mir,  care a devenit patronul spiritual al școlii. Hotărârea numirii școlii aparține fiilor satului participanți la centenarul școlii în 1997, ocazie cu care s-a lansat și lucrarea monografică "100 de ani de învățământ la Dobriceni", avându-i ca autori pe înv. pensionar Nicolae Petrescu și înv. Mihai Petrescu.
Alături de "Ziua școlii", în tradiție a intrat sărbătorirea "Zilei Satului", la 29 mai 2008 sărbătorind 419 ani de atestare documentară a satului Dobriceni.
Cu ocazia sărbătoririi "Zilei Satului 2006", a avut loc în incinta muzeului, lansarea Monografiei "Muzeul Sătesc Dobriceni", care are ca autor pe învățătorul- muzeograf MIHAI PETRESCU - Dobriceni. Prezentarea monografiei a fost făcută de prof. Florin Rogneanu, directorul Muzeului de Artă "Jean Mihail" din Craiova, cu o prefață semnată de drd. Virgil Teodorescu directorul Inspectoratului pentru Cultură Culte și Patrimoniu Național Slatina - Olt, drd. Laurențiu Guțică, directorul Muzeului Slatina și profesorul, artist plastic membru al U.A.P din România, Nicolae Truță, directorul Centrului Cultural "Oltul". 
La 15 ianuarie 2007, cu ocazia omagierii lui Mihai Eminescu, într-un cadru festiv, a fost lansată lucrarea -MANA LUI SAU A OMULUI?-o monografie a dezastrelor naturale și antropogene din zona satului DOBRICENI, lucrare care-l are ca autor pe același învățător MIHAI PETRESCU.

## Tabăra de pictură
Începând cu anul 2005, Muzeul Sătesc organizează între 1 și 4 septembrie Tabăra de pictura "PLAIURI DOBRICENENE", care găzduiește artiști consacrați, membri ai U.A.P. din România, precum Nicolae Predescu, Alexandru Pascu, Ovidiu Bărbulescu, Monica și Cristian Dincă, Aurora Speranta, Dana Carmelia Popescu, Lucian Rogneanu, Gogu Păunescu, George Vlaicu, Vasile Popescu, Constantin Niculescu, Emilian Popescu,  Iulică Segărceanu ale căror lucrări pot fi admirate pe simezele Pinacotecii ce ființează în cadrul MUZEULUI SATESC-DOBRICENI. În urma desfășurării celei de a IV a ediții, cea din septembrie 2008, preconizam tipărirea unui album în care vor fi prezentate activitățile artistice ale participanților, precum si lucrarile acestora existente pe simezele Pinacotecii înființate pe lângă Muzeu.

## Nativi memorabili
- Teodosie Dinescu, revizor școlar, primul învățător din sat[necesită citare]
- Dumitru Popescu, preot paroh, învățător, ctitorul școlii din satul nou[necesită citare]
- Alexandru Dobriceanu, general maior, erou al celor două războaie mondiale[necesită citare]
- Nicolae Petrescu, învățător, nepot al ctitorului școlii, director al acesteia 40 de ani[necesită citare]
- Mircea Popescu, învățător, ctitor al Muzeului Sătesc[necesită citare]
- Mihai-Puiu Petrescu, învățător, scriitor și publicist, membru al L.S.Români și al U.Z.P.R., custode al Muzeului Sătesc, președinte al Asociației Cultural-Artistice Plai Natal- Iancu Jianu.
- Sabin Bălașa, pictor
- Nicolae Predescu, pictor
- Ovidiu Bărbulescu, pictor
- Gogu Păunescu,pictor
- George Vlaicu, pictor
- Alexandru Pascu-Gheorghe, pictor